# تيكومان
تِيكُومَانْ (باللغة الإسبانية: Tecomán) هي مدينة ومقر لبلدية تيكومان في ولاية كوليما المكسيكية، تبعد حوالي 50كم جنوب مدينة كوليما. وحسب إحصائية عام 2005 كان عدد سكان المدينة حوالي 112,726 نَسمة. مايعني أن مدينة تيكومان ثالث أكبر مدينة من حيث السكان في ولاية كوليما. تبلغ مساحة البلدية 834.77 كم2 وتقع بالقرب من الساحل على الطريق الطريق السريع الفيدرالي 200 ، وهي منطقة تُعرف بالصناعات المتعلقة بالزراعة وتُلقب باسم "عاصمة الليمون في العالم".  نظرًا لارتفاع معدل جرائم القتل، أصبحت مدينة تيكومان أكثر بلدية خطرة في المكسيك عام 2016. 

## المناخ
| البيانات المناخية لـمدينة تيكومان    | البيانات المناخية لـمدينة تيكومان | البيانات المناخية لـمدينة تيكومان | البيانات المناخية لـمدينة تيكومان | البيانات المناخية لـمدينة تيكومان | البيانات المناخية لـمدينة تيكومان | البيانات المناخية لـمدينة تيكومان | البيانات المناخية لـمدينة تيكومان | البيانات المناخية لـمدينة تيكومان | البيانات المناخية لـمدينة تيكومان | البيانات المناخية لـمدينة تيكومان | البيانات المناخية لـمدينة تيكومان | البيانات المناخية لـمدينة تيكومان | البيانات المناخية لـمدينة تيكومان |
| الشهر                                | يناير                             | فبراير                            | مارس                              | أبريل                             | مايو                              | يونيو                             | يوليو                             | أغسطس                             | سبتمبر                            | أكتوبر                            | نوفمبر                            | ديسمبر                            | المعدل السنوي                     |
| ------------------------------------ | --------------------------------- | --------------------------------- | --------------------------------- | --------------------------------- | --------------------------------- | --------------------------------- | --------------------------------- | --------------------------------- | --------------------------------- | --------------------------------- | --------------------------------- | --------------------------------- | --------------------------------- |
| الدرجة القصوى °م (°ف)                | 37.5 (99.5)                       | 38.0 (100.4)                      | 38.0 (100.4)                      | 39.0 (102.2)                      | 41.0 (105.8)                      | 38.0 (100.4)                      | 41.0 (105.8)                      | 40.0 (104.0)                      | 39.5 (103.1)                      | 41.0 (105.8)                      | 40.0 (104.0)                      | 38.0 (100.4)                      | 41.0 (105.8)                      |
| متوسط درجة الحرارة الكبرى °م (°ف)    | 31.9 (89.4)                       | 31.9 (89.4)                       | 32.0 (89.6)                       | 32.3 (90.1)                       | 33.1 (91.6)                       | 33.7 (92.7)                       | 33.9 (93.0)                       | 33.8 (92.8)                       | 33.4 (92.1)                       | 33.8 (92.8)                       | 33.5 (92.3)                       | 32.8 (91.0)                       | 33.0 (91.4)                       |
| المتوسط اليومي °م (°ف)               | 23.9 (75.0)                       | 23.7 (74.7)                       | 23.9 (75.0)                       | 24.6 (76.3)                       | 26.4 (79.5)                       | 28.3 (82.9)                       | 28.5 (83.3)                       | 28.4 (83.1)                       | 28.1 (82.6)                       | 28.1 (82.6)                       | 26.9 (80.4)                       | 25.3 (77.5)                       | 26.3 (79.3)                       |
| متوسط درجة الحرارة الصغرى °م (°ف)    | 15.9 (60.6)                       | 15.4 (59.7)                       | 15.9 (60.6)                       | 16.9 (62.4)                       | 19.6 (67.3)                       | 22.8 (73.0)                       | 23.1 (73.6)                       | 23.0 (73.4)                       | 22.8 (73.0)                       | 22.3 (72.1)                       | 20.2 (68.4)                       | 17.8 (64.0)                       | 19.6 (67.3)                       |
| أدنى درجة حرارة °م (°ف)              | 9.0 (48.2)                        | 1.5 (34.7)                        | 9.5 (49.1)                        | 8.5 (47.3)                        | 11.0 (51.8)                       | 16.0 (60.8)                       | 16.0 (60.8)                       | 18.0 (64.4)                       | 18.5 (65.3)                       | 14.0 (57.2)                       | 10.0 (50.0)                       | 1.6 (34.9)                        | 1.5 (34.7)                        |
| الهطول مم (إنش)                      | 32.6 (1.28)                       | 2.0 (0.08)                        | 0.6 (0.02)                        | 0.2 (0.01)                        | 17.6 (0.69)                       | 107.8 (4.24)                      | 154.9 (6.10)                      | 181.5 (7.15)                      | 181.4 (7.14)                      | 80.8 (3.18)                       | 38.5 (1.52)                       | 12.7 (0.50)                       | 810.6 (31.91)                     |
| متوسط أيام هطول الأمطار (≥ 0.1 mm)   | 1.3                               | 0.3                               | 0.2                               | 0.1                               | 0.8                               | 7.5                               | 11.2                              | 11.9                              | 10.9                              | 4.9                               | 1.6                               | 1.0                               | 51.7                              |
| المصدر: خدمة الطقس الوطنية بالمكسيك. |                                   |                                   |                                   |                                   |                                   |                                   |                                   |                                   |                                   |                                   |                                   |                                   |                                   |

## اقتصاد
الأنشطة الاقتصادية الرئيسية للمنطقة هي:
- الزراعة: الليمون والجوز والتمر الهندي والمانجو والموز.
- الماشية: الأبقار والخنازير والأغنام والماعز وتربية النحل.
- الصناعة: الصناعة الزراعية للحمضيات وجوز الهند
- التعدين: الدولوميت والحجر الجيري والفضة

## السياحة
الشواطئ القريبة من المدينة ومناطقها الترفيهية:
- شاطئ بلايا إل ريل (Playa El Real)، 10 كم جنوب تيكومان، شاطئ لهواة ركوب أمواج.
- شاطئ بلايا بوكا دي باسكواليس (Playa Boca de Pascuales)، 12 كم من تيكومان، شاطئ لركوب الأمواج لذوي الخبرة.
- بلايا دي تيكوانيلو (Playa de Tecuanillo)، شاطئ ضيق ذو رمل ناعم.
- بحيرة لاجونا دي أميلا (Laguna de Amela)، بحيرة عميقة محاطة بالنباتات والأشجار.

## وصلات خارجية
- موقع Ayuntamiento de Tecomán الرسمي
- معلومات Tecoman
- https://web.archive.org/web/20080708062104/http://www.tecomense.com.mx/
- مشاريع التطوع البيئي مع السلاحف البحرية .
- رابط لجداول بيانات السكان من تعداد 2005 INEGI: Instituto Nacional de Estadística، Geografía e Informática
- موسوعة كوليما دي لوس بلدية المكسيك